# Charles Joseph de Ligne
Charles Joseph de Ligne, VI principe di Ligne (Bruxelles, 23 maggio 1735 – Vienna, 13 dicembre 1814), è stato un militare, scrittore, commediografo e nobile belga.
Il Principe de Ligne, di nobile famiglia belga, è stato un personaggio di rilievo per la storia del settecento.

## Biografia

### Infanzia

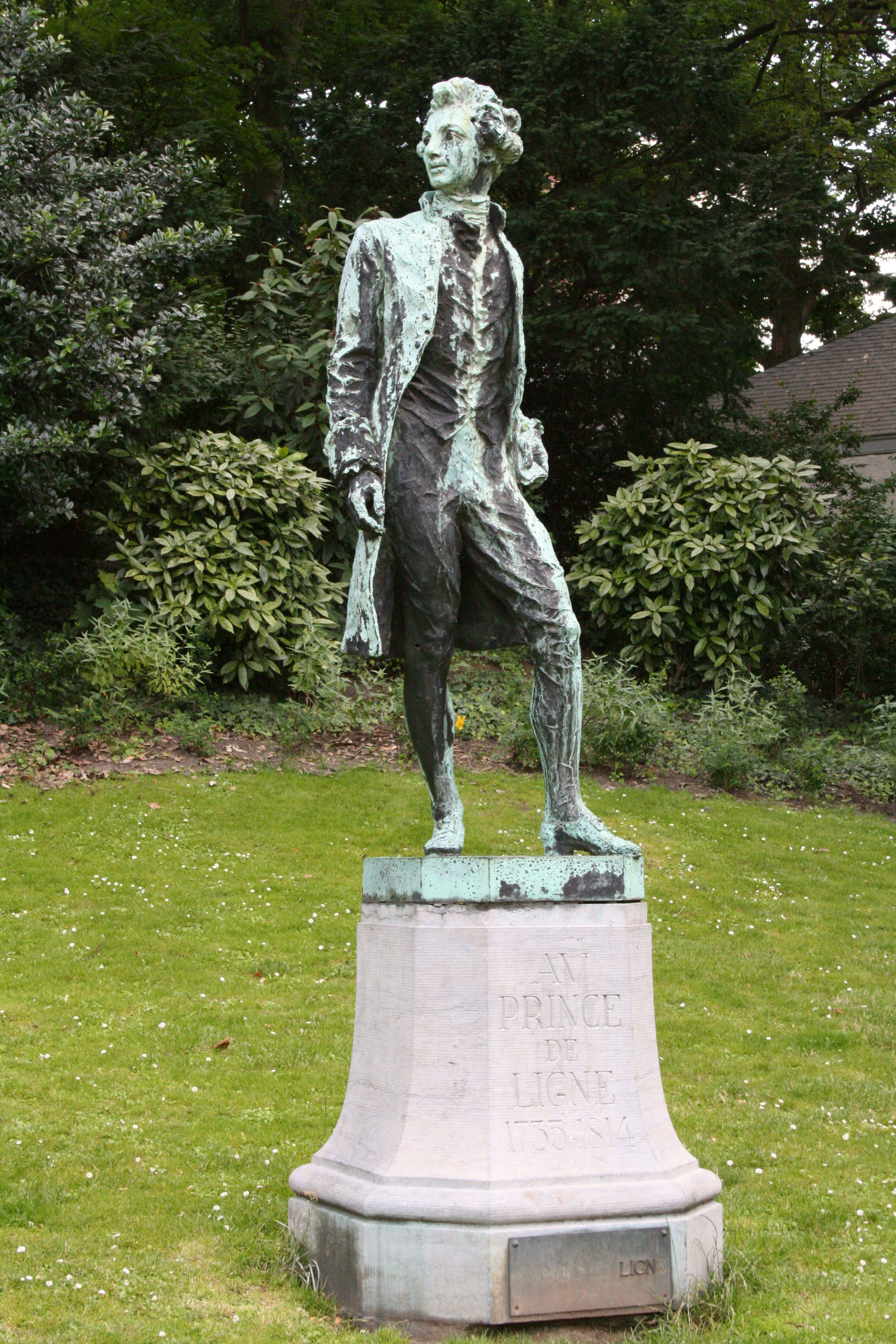
Una scultura del Principe di Ligne di John Cluysenaar nel Parco d'Egmont a Bruxelles.

Nacque il 23 maggio 1735 a Bruxelles, figlio di Claude Lamoral II, VI principe di Ligne e della principessa Elisabetta di Salm.

### Matrimonio

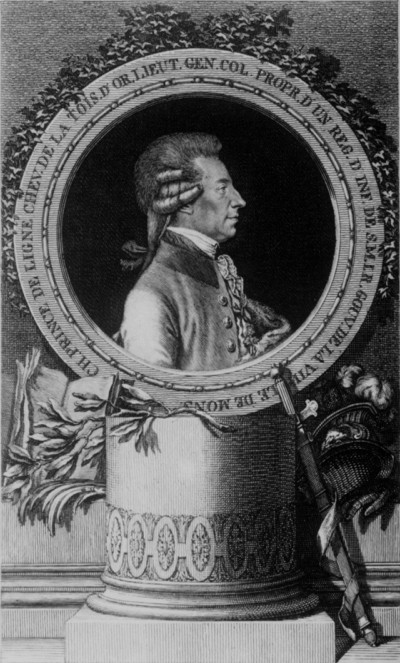
Carlo Giuseppe di Ligne

Il 6 agosto 1755, a Feldsberg, Charles-Joseph sposò la principessa Maria Francesca di Liechtenstein (Vienna, 27 novembre 1739 - Vienna, 17 maggio 1821), figlia di Emanuele del Liechtenstein e sorella di Francesco Giuseppe I, principe del Liechtenstein. La coppia ebbe 7 figli.
Ebbe anche una figlia illegittima: "Fanny-Christine" (4 gennaio 1788 – 19 maggio 1867) da Adelaide Fleury, che egli legittimò nel 1810. È chiamata "Titine" nei diari e nelle lettere alla sua famiglia, sposò Maurice O'Donnell von Tyrconnell (1780–1843).
Suo nipote, il principe Eugene Lamoral de Ligne (1804–1880), fu un insigne statista belga, e un altro suo nipote, il conte Maximilian Karl Lamoral O'Donnell von Tyrconnell (1812–1895), aiutò a salvare la vita dell'imperatore Francesco Giuseppe I d'Austria a Vienna nel 1853.

### Carriera militare

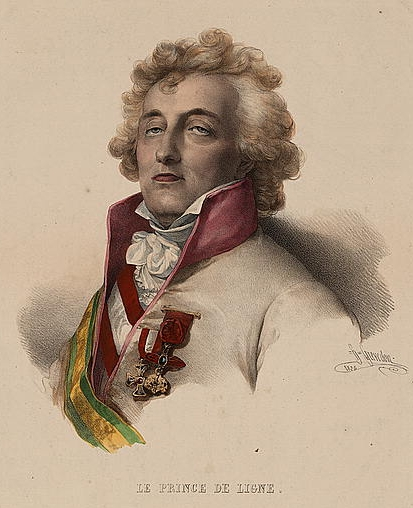
Ligne in una litografia d'epoca

Entrato in giovane età nell'esercito austriaco, si distinse particolarmente in fatti d'armi avvenuti durante la Guerra dei sette anni. Raggiunse rapidamente un grado elevato nell'esercito e divenne anche amico e consigliere dell'imperatore Giuseppe II. Negli anni successivi continuò la carriera, sempre ai massimi livelli. Nel 1787 si recò in Russia dove ricevette particolari riconoscimenti dall'imperatrice Caterina II che aveva accompagnato nel suo viaggio in Crimea.

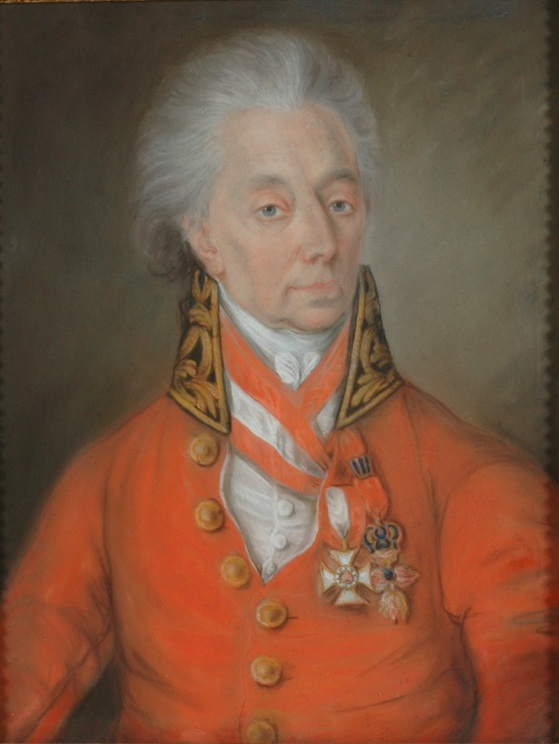
Charles-Joseph con le decorazioni austriache

Nel corso della Guerra russo-turca, servì come feldmaresciallo, distinguendosi all'assedio di Belgrado.  Lo seguiva, con grande onore, il figlio maggiore Charles Antoine Joseph Emanuel.  Nel frattempo, in patria scoppiava la rivoluzione del Brabante alla quale si era unito il secondo figlio, Louis de Ligne, ciò che mise il Principe in grave imbarazzo con l'Imperatore, che pure lo volle al proprio letto di morte.  Ciò che, comunque, contribuì alla decisione del principe, dopo la morte dell'imperatore, di ritirarsi a Vienna, dedicandosi ad amministrare le cospicue proprietà di famiglia. Con l'invasione francese di fine Settecento, perse i feudi sovrani nell'attuale Belgio, ma ottenne nel 1803 il Principato Sovrano di Edelstetten (dal 1806 annesso alla Baviera), ceduto agli Esterhazy.

### Mélanges
Fu anche autore di numerose opere letterarie ed è soprattutto noto per i suoi Mélanges in 34 volumi. In quest'opera autobiografica raccolse una enorme massa di notizie sui personaggi più noti del secolo, documentando gli incontri avuti con Voltaire, Rousseau, Caterina II di Russia, Federico il Grande, Luigi XV, Luigi XVI, Maria Antonietta, la du Barry, Goethe, Casanova, Madame de Staël, Talleyrand e infiniti altri personaggi che scrissero la storia politica, culturale e del costume del Settecento.

### Morte

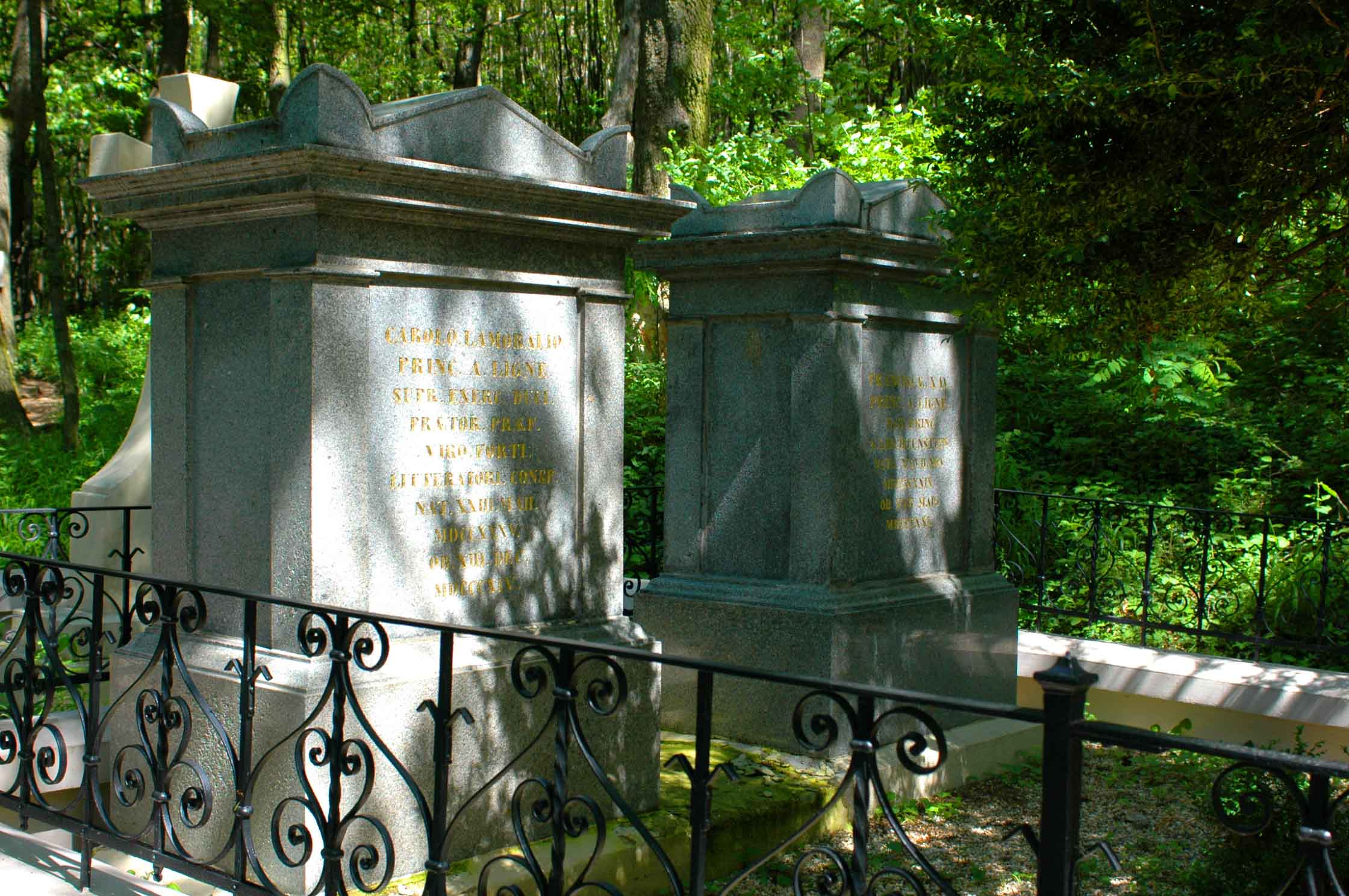
La tomba del principe Charles-Joseph nel Josefdorf di Vienna

Il principe Charles-Joseph morì il 13 dicembre 1814 a Vienna.

## Discendenza
Charles-Joseph e la principessa Maria Francesca di Liechtenstein ebbero 7 figli:
- Principessa Christine (25 maggio 1757 - 13 settembre 1830);
- Principe Charles Joseph (25 settembre 1759 - 14 settembre 1792);
- Principe Francois Leopold (3 novembre 1764 - 6 gennaio 1771);
- Principe Louis (7 maggio 1766 - 10 maggio 1813);
- Principe Adalbert Xavier (26 agosto 1767 - 23 maggio 1771);
- Principessa Euphemie (18 luglio 1773 - 30 marzo 1834);
- Principessa Flore (8 novembre 1775 - 9 dicembre 1851).

Il Principe ebbe anche due figlie illegittime:
- figlia nata morta (1770 - 1770), da Angélique d'Hannetair;
- Adèle (1809 - 1810), da Adelaide Fleury.

Charles-Joseph legittimò, inoltre, nel 1810 la figlia illegittima di suo figlio Charles, chiamata Fanny-Christine (4 gennaio 1788 - 19 maggio 1867). Fu soprannominata in famiglia Titine e sposò Maurice O'Donnell von Tyrconnell (1780 - 1843).

## Ascendenza
|                                          |                           |                                                                     | Genitori                                               |  |  | Nonni |  |  | Bisnonni                      |  |  | Trisnonni             |  |
|                                          |                           |                                                                     |                                                        |  |  |       |  |  | 8. Claudio Lamoral I di Ligne |  |  | 16. Fiorenzo di Ligne |  |
|                                          |                           |                                                                     |                                                        |  |  |       |  |  | 8. Claudio Lamoral I di Ligne |  |  | 16. Fiorenzo di Ligne |  |
|                                          |                           | 17. Luisa di Lorraine-Chaligny                                      |                                                        |  |  |       |  |  | 8. Claudio Lamoral I di Ligne |  |  |                       |  |
| 4. Enrico Luigi Ernesto di Ligne         |                           |                                                                     |                                                        |  |  |       |  |  | 8. Claudio Lamoral I di Ligne |  |  |                       |  |
|                                          |                           | 9. Clara Maria di Nassau-Siegen                                     | 18. Giovanni VIII di Nassau-Siegen                     |  |  |       |  |  |                               |  |  |                       |  |
|                                          |                           | 9. Clara Maria di Nassau-Siegen                                     | 18. Giovanni VIII di Nassau-Siegen                     |  |  |       |  |  |                               |  |  |                       |  |
|                                          |                           | 9. Clara Maria di Nassau-Siegen                                     | 19. Ernestina Iolanda di Ligne                         |  |  |       |  |  |                               |  |  |                       |  |
| 2. Claudio Lamoral II di Ligne           |                           | 9. Clara Maria di Nassau-Siegen                                     |                                                        |  |  |       |  |  |                               |  |  |                       |  |
|                                          |                           | 10. Luigi Raimondo de Aragón Folc de Cardona y Fernández de Córdoba | 20. Enrico de Aragón Folc de Cardona y Córdoba         |  |  |       |  |  |                               |  |  |                       |  |
|                                          |                           | 10. Luigi Raimondo de Aragón Folc de Cardona y Fernández de Córdoba | 20. Enrico de Aragón Folc de Cardona y Córdoba         |  |  |       |  |  |                               |  |  |                       |  |
|                                          |                           | 10. Luigi Raimondo de Aragón Folc de Cardona y Fernández de Córdoba | 21. Caterina Fernández de Córdoba y Enríquez de Ribera |  |  |       |  |  |                               |  |  |                       |  |
| 5. Giovanna Monica de Aragón y Benavides |                           | 10. Luigi Raimondo de Aragón Folc de Cardona y Fernández de Córdoba |                                                        |  |  |       |  |  |                               |  |  |                       |  |
|                                          |                           | 11. Maria Teresa de Benavides Davila y Corella                      | 22. Diego de Benavides y Bazan                         |  |  |       |  |  |                               |  |  |                       |  |
|                                          |                           | 11. Maria Teresa de Benavides Davila y Corella                      | 22. Diego de Benavides y Bazan                         |  |  |       |  |  |                               |  |  |                       |  |
|                                          |                           | 11. Maria Teresa de Benavides Davila y Corella                      | 23. Antonia Ruiz de Corella Davila                     |  |  |       |  |  |                               |  |  |                       |  |
| 1. Carlo Giuseppe di Ligne               |                           | 11. Maria Teresa de Benavides Davila y Corella                      |                                                        |  |  |       |  |  |                               |  |  |                       |  |
|                                          | 12. Carlo Teodoro di Salm | 24. Leopoldo Filippo Carlo di Salm                                  |                                                        |  |  |       |  |  |                               |  |  |                       |  |
|                                          | 12. Carlo Teodoro di Salm | 24. Leopoldo Filippo Carlo di Salm                                  |                                                        |  |  |       |  |  |                               |  |  |                       |  |
|                                          | 12. Carlo Teodoro di Salm | 25. Maria Anna di Bronckhorst-Batenburg                             |                                                        |  |  |       |  |  |                               |  |  |                       |  |
| 6. Luigi Ottone di Salm                  | 12. Carlo Teodoro di Salm |                                                                     |                                                        |  |  |       |  |  |                               |  |  |                       |  |
|                                          |                           | 13. Luisa Maria del Palatinato                                      | 26. Edoardo del Palatinato-Simmern                     |  |  |       |  |  |                               |  |  |                       |  |
|                                          |                           | 13. Luisa Maria del Palatinato                                      | 26. Edoardo del Palatinato-Simmern                     |  |  |       |  |  |                               |  |  |                       |  |
|                                          |                           | 13. Luisa Maria del Palatinato                                      | 27. Anna Maria di Gonzaga-Nevers                       |  |  |       |  |  |                               |  |  |                       |  |
| 3. Elisabetta Alessandrina di Salm       |                           | 13. Luisa Maria del Palatinato                                      |                                                        |  |  |       |  |  |                               |  |  |                       |  |
|                                          |                           | 14. Maurizio Enrico di Nassau-Hadamar                               | 28. Giovanni Ludovico di Nassau-Hadamar                |  |  |       |  |  |                               |  |  |                       |  |
|                                          |                           | 14. Maurizio Enrico di Nassau-Hadamar                               | 28. Giovanni Ludovico di Nassau-Hadamar                |  |  |       |  |  |                               |  |  |                       |  |
|                                          |                           | 14. Maurizio Enrico di Nassau-Hadamar                               | 29. Ursula di Lippe                                    |  |  |       |  |  |                               |  |  |                       |  |
| 7. Albertina Giovanna di Nassau-Hadamar  |                           | 14. Maurizio Enrico di Nassau-Hadamar                               |                                                        |  |  |       |  |  |                               |  |  |                       |  |
|                                          |                           | 15. Anna Luisa di Manderscheid-Blankenheim                          | 30. Salentino Ernesto di Manderscheid-Blankenheim      |  |  |       |  |  |                               |  |  |                       |  |
|                                          |                           | 15. Anna Luisa di Manderscheid-Blankenheim                          | 30. Salentino Ernesto di Manderscheid-Blankenheim      |  |  |       |  |  |                               |  |  |                       |  |
|                                          |                           | 15. Anna Luisa di Manderscheid-Blankenheim                          | 31. Ernestina di Sayn-Wittgenstein-Hachenburg          |  |  |       |  |  |                               |  |  |                       |  |
|                                          |                           | 15. Anna Luisa di Manderscheid-Blankenheim                          |                                                        |  |  |       |  |  |                               |  |  |                       |  |

## Opere
- Mélanges militaires, littéraires et sentimentaires, 34 voll. pubblicato a Dresda dal 1797 al 1811.